# Cemal Kamacı
Cemal Kamacı (* 9. Februar 1943 in Maçka, Trabzon) ist ein ehemaliger türkischer Boxer und zweifacher Europameister der EBU im Halbweltergewicht.

## Boxkarriere
Kamacı begann 1958 mit dem Boxsport, wurde als Amateur 1964, 1965 und 1966 Türkischer Meister im Halbmittelgewicht und erreichte in dieser Gewichtsklasse auch den jeweils 2. Platz bei der Balkanmeisterschaft 1962 in Sofia und 1966 in Belgrad.
1967 startete er seine Profikarriere in Wien unter österreichischer Lizenz und bestritt 21 seiner 57 Kämpfe in Österreich, mehr als die Hälfte davon in der Wiener Stadthalle. Er verlor zu Beginn seiner Karriere zwei von drei Kämpfen gegen Hans Koschina und boxte gegen Peter Marklewitz (8-0) unentschieden.
Von März 1968 bis September 1970 gewann er jeden seiner 13 Kämpfe und besiegte dabei auch Hartmut Genat (8-1), den Österreichischen Meister Anton Schnedl, die beiden deutschen Ex-Europameister Conny Rudhof und Willy Quatuor, sowie den Italiener Italo Duranti (22-2) und den Kubaner Angel Robinson García (106-43).
Am 16. März 1971 erhielt er daraufhin erstmals einen Titelkampf um die Europameisterschaft (EBU) im Halbweltergewicht gegen den Franzosen Rene Roque. Der Kampf in der Wiener Stadthalle endete jedoch unentschieden, wodurch Roque Europameister blieb. Es folgten zwei weitere Unentschieden gegen Horst Brinkmeier und Walter Blaser (21-2), jedoch auch Siege gegen Baldassare Picone (32-4) und erneut Angel Robinson García.
Am 1. Oktober 1972 erhielt er wieder eine Chance auf den EBU-Titel und gewann diesen durch einen Punktesieg über 15 Runden gegen Roger Zami (37-4). Doch schon im ersten Titelverteidigungskampf im Juni 1973 verlor er den Titel wieder durch Punktniederlage an den Spanier Antonio Ortiz. Auch gegen Kokkie Olivier (30-5) und Jo Kimpuani (15-1) musste er anschließend Punktniederlagen hinnehmen.
Nach sieben gewonnenen Kämpfen, darunter einem K.-o.-Sieg gegen Enzo Pizzoni (29-5), boxte er am 31. Oktober 1975 gegen den Spanier José Ramón Gómez Fouz (35-4) erneut um den EBU-Titel und gewann durch K. o. in der siebenten Runde. Nach einem folgenden K.-o.-Sieg gegen Lothar Abend verteidigte er den Titel nach Punkten gegen Jean Saadli (26-3). Anschließend legte er den Titel nieder.
Nach einer Punktniederlage gegen Frankie Benitez (24-4) im Madison Square Garden von New York City boxte er im März 1978 ein Unentschieden gegen den Österreicher Joseph Pachler (31-2). Bis zum Ende seiner Karriere im Oktober 1982 boxte er nur noch sporadisch. Einen letzten bedeutenden Kampf bestritt er am 26. Januar 1979 in New York City gegen Johnny Turner (28-2), dem er jedoch vorzeitig unterlag.

## Nach dem Boxen
Er war Parlamentskandidat der Refah Partisi und Fazilet Partisi sowie Gründungsmitglied der Partei für Gerechtigkeit und Aufschwung.

## Ehrungen
1972 und 1975 wurde er mit dem Milliyet Spor Ödülleri als türkischer Sportler des Jahres ausgezeichnet, zudem wurde ein Sportzentrum in Istanbul (Cemal Kamacı Spor Kompleksi) und ein Sportzentrum in Trabzon (Cemal Kamacı Spor Merkezi) nach ihm benannt. Die Internet-Datenbank BoxRec führt ihn als erfolgreichsten türkischen Profiboxer aller Zeiten.